# نساء حائرات (مسلسل)
نساء حائرات (باللغة التركية: Umutsuz Ev Kadınları)، مسلسل تركي هو مسلسل تليفزيوني في شكل درامي كوميدي أذاعته كانال دي (kanal D) بواسطة شركة الإنتاج الاعلامي Med Yapım. والمسلسل مقتبس من المسلسل الأمريكي ربات بيوت يائسات (Desperate Housewives). ولعبت بننو يلدرملار، سونغول أودان، جيداء دوفنجي، أوزجا أوزدر، و دينيز أوغور أدوار البطولة في المسلسل. وبدأ عرض المسلسل في 2 أكتوبر 2011. وعقب الجزء الأول، انفصلت ملدا آرات التي لعبت دور شخصية (هناء) عن المسلسل. أما الجزء الثاني، فكان صدوره في 11 أكتوبر 2012. وتغيرت القناة اعتباراً من الحلقة 55، واستمر في العرض يوم السبت 16 مارس علي قناة فوكس التركية. وبعد عرضه علي قناة فوكس، زاد يوم البث الي مرتين في الأسبوع. وبدأ في العرض كل سبت وأحد في الساعة الثامنة الا ربع. وتم تقصير مدة المسلسل أيضاً، فأصبحت 45 دقيقة بدلاً من 90 دقيقة. وفي شهر مارس دخلت فوكس في اتفاق 39 حلة للموسم الثالث. وفي الجزء الثالث، تغير وقت وساعة عرض المسلسل. فعرض علي الشاشات في يومي الأربعاء والخميس من كل أسبوع الساعة العاشرة والربع مساءً. بالإضافة الي انضمام كثير من الممثلين الي الجزء الثالث. فبانفصال ايفريم سولماز عن المسلسل، انضمت دينيز أوغور مكانها. بالإضافة الي أن أركان بكتاش، روزجار أكصوي، وكثير من الممثلين قد انضموا الي الجزء الثالث لهذا المسلسل. وكان يُعرض المسلسل في يومي الأربعاء والخميس الساعة العاشرة والربع حتي الحلقة 130، لكن بسبب القرار الذي اتُخذ فأصبح موعد العرض مساء يوم الخميس فقط، أما الساعة فتغيرت الي العاشرة والنصف، وبدأ عرض كل أسبوع حلقتين متتاليتين. بالإضافة الي انضمام حقان أراتيك (صرب) في الحلقة 135الي مجموعة العمل، أما ديدام تاسلاك (ناشا) فقد انضمت في الحلقة 137. وتم انهاء الملسل بعرض الحلقة الأخيرة علي الشاشات في 19 يونيو 2014. ويُعرف اسمه بالتركي Umutsuz Ev Kadınları، وبلغت عدد مواسمه 5 مواسم وبُث لأول مرة في تركيا في 2 أكتوبر 2011، وعُرض لأول مرة في الوطن العربي في 12 يناير 2012، والجزء الثاني بدأ عرضه في 11 أكتوبر 2012، وتم تصوير الجزء الرابع والخامس عقب الأجزاء الأولى، تم عَرض مسلسل نساء حائرات على القناة التركية كانال دي وهو مسلسل مُقتبس عن المسلسل الأمريكي ربات بيوت يائسات، وبدأ عرض المسلسل مدبلجًا للغة العربية على القنوات العربية، وكانت مُدة الحلقة ساعتين تقريبًا. النسخة التركية من المسلسل الأجنبي الشهير Desperate Housewives.

## القصة
المسلسل التركي «نساء حائرات» مقتبس من المسلسل الأمريكي "Desperate housewives". نساء حائرات - النسخة التركية من المسلسل الأمريكي الشهير Desperate Housewives, هذا المسلسل هو مأخوذ نسخة تركية من مسلسل ربات بيوت يائسات. في صباح ما، انتحرت هناء التي تعيش في حي الورد. وعندما سعي صديقاتها المقربات إلى كشف السر وراء انتحارها، أصبحت حياتهن معقدة.

## قصة الموسم الأول
نساء حائرات (الموسم الأول)
في صباح ما، انتحرت هاندان التي تعيش في حارة الورد. وعندما سعي صديقاتها المقربات إلى كشف السر وراءانتحارها، صارت حياتهن معقدة. فنيرمين، زوجة وأم مثالية ولديها مهارات بخصوص اعداد الطعام، ولديها هاجس الصرامة والنظام، فتدمرت بطلب زوجها للطلاق المفاجئ. ورفيف التي تحاول تربية أولادها الأربعة بمفردها، فتبحث عن شخص لمساعدتها، لكنها لا تستطع ايجاد أحد. وزيزي ربة منزل جديدة وملكة جمال سابقة، تدخل في علاقة مع فراس الطالب الجامعي التي يقطن في نفس الحي. وياسمين التي تركت زوجها من أجل فتاة كان علي علاقة بها، تعرفت بغسان الذي انتقل الي الشارع حديثاً. فحنق زوجا السابق كنان الذي سمع بذلك. فتضطر ياسمين الشجار مع أمل أرملة الحي البشوشة من أجل غسان.

## قصة الموسم الثاني
نساء حائرات (الموسم الثاني)
لم يعد بهجت زوج نيرمين. وسمم خطيب نيرمين السابق بهجت. وفي اليوم الذي كان غسان سيعرض علي ياسمين الزواج، حدثت له حادثة، ودخل في غيبوبة، وكانت ياسمين تزوره كل يوم. مرت نيرمين بانهيار عصبي، فبدأت في المكوث في المشفى. فتهرب من المشفى بمساعدة شخصٍ ما (ألطاي) عندما علمت أن ابنتها هربت مع ابن الجيران وأن الطفل يطون القاتل. وعندما علمت أن صديقاتها أخفوها منها، استاءت منهن قليلاً. أما رفيف، فقدحملت بطفل غير شرعي (عمر). واكتشفت زيزي بالصدفة خيانة زوجها (لؤي) لها مع الخادمة، فطردته من المنزل. وبعد ذلك رفعت دعوة الطلاق. ألطاي الذي عرض علي نيرمين الزواج، لم تقبل نيرمين في البداية، على الرغم من أنهم تزوجوا لاحقاً. وبعد هذا الزواج، ادعي جار ألطاي القديم، أن ألطاي قتل زوجته السابقة (أرزو ألطاي). لم تترك ياسمين هذا الأمر، وظلت وراءه. وعندما علمت نيرمين بأن ياسمين واقفة بجانب أرزو، تخاصمت الصديقتان.

## قصة الموسم الثالث
المادة الرئيسة: نساء حائرات (الموسم الثالث)
مرت خمس سنوات طويلة، أشياء كثيرة تغيرت في «حارة الزهور». فاهتمت ياسمين بغسان الذي ساندها في أوقاتها الصعبة، لكن الظروف لا تسمح بخوض قصة حب. وجدت رفيف صعوبة في السيطرة علي أبنائها الذين في مرحلة المراهقة. وجربت طريقة عجيبة من أجل امكانية الحصول علي دعم عمر. عاش لؤي مع زوجته الجديدة (رولشاه) وبناتها حياة أسرة سعيدة. وكانت (رولشاه) غير سعيدة بسمنة ابنتها والسخرية منها، وحاولت في تنحيفها خفية عن (لؤي)، لكنها فشلت. وسّعت نيريمين أعمالها في شركة الطعام التي أسستها مشاركةً مع سوزان، حتي أنها أصدرت كتابً للمأكولات باسمها. سوزان التي كانت غير سعيدة بسبب إدارة نيرمين للشركة، عملت علي افساد أعمالها. تزوجت أمل ب (يافوز) الذي تعرفت عليه حديثاً، ولا تعرف عنه أشياء كثيرة، وعادت للعيش في حارة الزهور. ولكنهم بالطبع لا يعرفون عن جدول أعمال يافوز الخفي وخطته للانتقام.

## الشخصيات الرئيسية
المادة الرئيسة: قائمة شخصيات نساء حائرات
-ياسمين أنضاي قالينجو (سونجول أودن)(من الحلقة الأولي الي 154 الأخيرة): انفصلت عن (كنان) زوجها الذي خدعها منذ وقت قريب. تعمل في مجال تصميم الملابس. وعامة تعمل تصاميمها في المنزل. جميلة، لكنها سيدة بعيدة عن التباهي، ترتدي ملابس رياضية، وطبقاً لعمرها يظهر شبابها. شخص موثوق به ويحب المساعدة. وغالباً تدخل في موضوعات تكون مرتبطة بالحماقات التي توصل الي السذاجة أكثر من النية الطيبة. تكون مواقف يساء فهمها دون ادراكها، أو تقع في مأزق صعب. تفضل الاخفاء كثيراً عن العمل علي اصلاح الأحداث البسيطة. وهذا الموقف يكون سبباً في تضخم الأمور أكثر، وتصبح أكثر تعقيداً. علاقتها مع ابنتها (غمزة)، علاقة أم بابنتها، من ناحية أخرى رفيقتين عزيزتين. فبفضل ابنتها، تنجح في التخلص من سلوك أخرق تتورط فيه بالصعوبات التي تواجهها. قلبها خالي منذ وقت طويل. مازالت لا تقبل خيانة زوجها لها مع فتاة شابة. تتعسها لحظاتها القديمة بين ساعة وأخرى. عند رأت (غسان) الذي انتقل الي المنطقة حديثاً، وقعت في حبه. لكنها ليست الوحيدة المعجبة بغسان. فأمل أرملة المنطقة المبتهجة، تبذل جهداً هي الأخرى من أجل لفت انتباه غسان. ولا يجد لياسمين كثير من الفرص، عن مقارنتها بمنافستها أمل. ولكن هذا يجعلها خفيفة الظل ولطيفة تماماً. وبعد ذلك ستنجح في الفوز بقلب غسان. تزوج بها، وأنجب منها طفلاً سمي (تشينار حقي). وبعد مرور خمس سنوات، تطلقت ياسمين من غسان. واهتمت بمحمد الذي وقف بجانبها دائماً في أوقاتها الصعبة، لكن ظروفها لم تتح لها عيش قصة حب. وشهدت علي قتله لزوجته السابقة (جولشاه)، وصورت التعذيب الجسدي. وبعدما قُتل زوجها غسان في الحلقة 150، انتقلت الي أنقرة. وقامت بذلك الدور في المسلسل الأصلي (سوزان ماير).
-رفيف أوزون (جيداء دوفنجي)(1-154): كان عمرها من 38-40 عاماً. استغنت عن وظيفتها. وعندما تعاملت مع أطفالها مفرطي النشاط، كان لديها منظر مرهق من الحياة مع العيون المنتفخة من التعب، والملابس القذرة، والسعر الغير مرتب. زوجها الذي يكن مندوب طبي، يعمل بشكل مكثف، وباستمرار يسافر من بلد للأخرى. أما رفيف التي كانت مضظرة الي التعامل مع أطفالها وحدها، لم تجد وقتاً كي تتنفس بسبب شقاوتهم الرهيبة. كانت رفيف تعمل في بنك، قبل أن تنجب. كانت طموحة وناجحة في وظيفتها، نظر اليها الكل بعين حادة عندما أصبحت المديرة خلال وقت قصير. وعندما حملت في الطفل الأول، تركت العمل باصرار من زوجها، وبعد الأطفال الذين ولدوا متتابعين، لم تستطع ايجاد القت والفرصة للعودة. وصدقت أن الاعتناء بالأطفال أصعب بكثير من الحياة العملية. ومن وقت لآخر تعاني من الحزن بسبب تراجعها وتركها لوظيفتها. وعند السيطرة علي أطفالها، كان من الصعب عليها ذلك. لكنها تمتلك بنية قوية تعرف بكيفية معالجة المشاكل التي تواجهها، ولا تستسلم بسهولة. فلجأت الي أساليب غير تقليدية كي تسيطر علي أطفالها. وبعد ذلك أصيبت بمرض الكانسر، ونجت منه بعد فترة. وبعد مرور خمسة أعوام، أصبح أولادها الأشقياء فتيان كبار. والأولاد في مرحلة المرحقة، يجرون وراء الفساد. وكان من الصعب علي رفيف تأديبهم. وقد أنفقوا أموال كثيرة. واضطروا الي بيع سياراتهم بسبب سوء الأحوال المادية، وبعد ذلك مطعم البيزا الي كانت أعماله ليست علي ما يرام. وبع بحثاً طويلاً عن عمل، بدأت رفيف في العمل لدي لؤي. وبعد فترة قصيرة، رفيف التي ذهبت الي المشفي بسبب اعتقادها أنها انتكاسة من مرض السرطان، علمت أنها حامل. وأخذت وقت طويل لقبول ذلك. وفي الحلقة 120، في فرح ياسمين، أسرت (سوازان) رفيف وياسمين، وفي تلك الأثناء فاجئتها آلام الولادة، وهناك لدت طفلتها. وبابنتها فريدة أصبحت رفيف أماً لخمسة أبناء. وبعد فترة، أسست رفيف وأمل شركة ديكور، وأصبحا شريكتان فيها. وفي تلك الأثناء، نالت ترقية في مكان عمل عمر، وغيرت هذه الترقية كل شيْ. وبدأت حالة الاستياء بين رفيف وعمر، وترك عمر المنزل، حتي أن رفيف علمت بعد فترة أن عمر لديه حبيبة تسمي (ناشا). وكانوا علي قاب قوسين من الطلاق، ونجحوا في ذلك في الجزء الأخير. رفيف التي نالت عرض عمل كبير، صرحت في فرح أمل أنها ستنتقل مع أولادها من المنطقة. وقامت بذلك الدور في المسلسل الأصلي (لينيت سكافو).
-نيرمين تشاكين أوغلو (بننو يلدرملار)(1-56/52-154): شخصيتها التي توجهها الي المثالية والخلو من العيوب، تنعكس علي مظهرها الخارجي. وبالغرم من أنها ربة منزل، الا أنها تلبس دائماً ملابس أنيقة ومرتبة كما لو أنها ستنضم الي اجتماعات العمل الجادة. فزوجها بهجت (40 عام)، وابنها كرم (17)، وابنتها ايرام (15)، لا يتصوروا أنهم لوحة لعائلة سعيدة بهذا القدر. لكن لنيرمين هواجس لا غني عنها: التفاني والانغماس في أعمال المنزل، النظافة المفرطة والدقيقة، حساسية التغية الطبيعية والصحية، وسواس التناسق والنظام. كل ذلك حول حياة زوجها وأبنائها الي كابوس. وهم أقدم سكان في المنطقة. جيرانها وأصدقائها يعرفونها كونها امرأة مثالية، مهيمنة، منضبطة، ذو عقل سليم، خبراتها في الحياة واسعة، بارعة في أعمال البيت والطهي، تحب السيطرة، قواعدها ومبادئها تعرفها جيداً أين وكيف ستتصرف. غالباً تقول الكلمة الأخيرة في مجموعة صديقاتها. تهتم النساء الأخريات بأفكارها. تبذل جهداً في السيطرة والتحكم بكل شيء، وإدارة وتوجيه الأحداث والأشخاص. وبالرغم من نيته الطيبة وحبها للمساعدة، الا أنها تفعل خططاً صغيرة لكنها خبيثة لأجل أهدافها. تعبيرات وجهها كالإنسان الآلي لا تتغير أبداً، مظهرها الهادئ والبارد، لا يُلمح كثيراً في أنها سعيدة أو غير سعيدة. كأنها متبلدة الحس. حتي عندما تنزل دمعة من عينيها لا تلمحها، وتكون متبلدة حتي أنها لن تطرف عينيها. يظهر وسواسها بالنظافة والنظام في كل لحظة وفي أي مكان. وفي الأوقات التي تتعامل مع موضوعات عاجلة ومهمة في حياتها، لا تستطع اكبات هواجسها تلك. أحياناً تلاحظ عينيها بقعة في السقف وأحياناً أخرى تستطيع أن تلاحظ زر قميص مقطوع، وعند التفكير في هذا، تبتعد وتنعزل عادةً عن الحياة والزمن. كانت معتادة بالتدخل في كل شيء، في أكل زوجها (بهجت)، شربه، ولبسه، وكأنها تهتم بطفل ضغير. زكانت علاقتها بأولادها اشكالية للغاية أيضاً. ثم يظهر خطيبها السابق (قادر)، الذي سيقتل زوجها مسمماً اياه، ولكن بعد فترة تترك نيرمين (قادر) الي الموت. وبعد ذلك، تهرب ابنة نيرمين (ايرام) مع ابن (عدالة) الجارة الجديدة، وتدخل نيرمين مستشفي الأمراض العقلية، وتتعرف هناك ب (ألطاي)، ثم يتزوجون. وأصبحت ابنتها حامل من ابن أخو أمل، ولكن الغلام قد هرب، فأظهرت الطفل علي أنه ابنها. وبعد مرور خمس سنوات، صارت نيرمين طاهية مشهورة. حتي وسعت الأعمال في شركة الطعام التي أسستها مع (سوزان)، وأسست شركة طعام باسمها. سوزان التي تضايقت بسبب إدارة نيرمين للأعمال، حاولت في افساد أعمالها. وفي الموسم الثالث، الجزء الثاني، يبتز (أوغور) نيرمين، وأنه سيقول ل (جولشاه) أن ابنها هو الذي صدم حماتها (مقدس هانم). ثم تطلقت من (ألطاي). وفي الجزء الأخير من الموسم الثالث، تورطت في ارتكابها لاغتيال (لؤي)، وتم محكمتها علي أنها جانية في القضية. وقامت بذلك الدور في المسلسل الأصلي (بري فان دي كامب).
-روشان طاشدلان (دينيز أوغور)(81-154): زوجة (لؤي) التالية بعد زيزي. عاشت مع لؤي حياة سعيدة. حتي بوجود بناتها. لكن كانت لدي ابنتها مشكلة السمنة. وشعرت بانزعاج كبير للغاية بسبب السخرية من ابنتها بسبب سمنتها. فحاولت في تنحيفها في السر عن (لؤي)، لكنها فشلت.وعندما علمت أن ابنتها (ديلارا) التي أنجبتها من (لؤي)، نقلت الي المشفي بسبب حادث، بدات في البحث عن ابنتها البيولوجية. وفي الجزء الأخير من الموسم الثالث، تشعر بصدمة عندما رأت زوجها التي اعتقدت أنه مات. فقد ارتكب لؤي جريمة قتل، ومر بأيام صعبة. وقامت بذلك الدور في المسلسل الأصلي (غابريال سوليس)، لكنها لم تلحظ اهتمام مثل شخصية زيزي.
-أمل صويلو بينجول (أوزجا أوزدر)(1-154): عمرها ما بين الثلاثين والخامسة والثلاثين. تزوجت مرتان. المرة الأولي، انفصلت عنه، والمرة الثانية، مات زوجها. كان يوجد معاش تبقي لها من زوجها، وفي نفس الوقت، تعمل عاملة في مركز اتصالات أو عاملة هاتف في شركة تليفونات. تريد الزواج من جديد. كانت تقيم المرشحين كي يكونوا زوجها المستقبلي. فمحبوبها الأخير هو غسان الذي انتقل للمنطقة حديثاً. كانت قاسية علي خصيمتها ياسمين. يوماً ما، سمعت ياسمين شيئاً، كأن هناك رجلاً في بيت أمل. وبسرعة شكت ياسمين في غسان. وفي تلك الليلة ذهيت الي بيت أمل بحجة أخذ بعض السكر، وعن ذهابها كان الباب مفتوحاً، فدخلت ياسمين. ونتيجة لسوء حظ، اخترق بيت أمل وصار رماداً. وبقت أمل في بيت (سافيم). أمل التي أخذتها (سافيم) الي منزلها، لا تريد البقاء في منزل (سافي)، لكن لا يوجد مكان لأمل تذهب اليه. وبعد عدة أيام من احتراق المنزل، ذهبت أمل مع (سافيم) الي المنزل، بهدف ايجاد الذهب والأشياء القيمة. لم يستطيعوا أن يجدوا أي شيء أبداً، لكن (سافيم) وجدت سلطانية، وأدركت أنها ملك لياسمين. وكنها لم تمرر هذا هباءً، وأخذت تبتز ياسمين. وعندما لم تعد ياسمين أن تتحمل هذا، أخذت السلطانية من منزل (سافيم) سراً، وانتهي الأمر. وفي يوم ما، اختفت (سافيم). لأن جميل قتلها، ودفنها في الغابة. ووجدت الشرطة جثتها بفضل كلب. انهارت أمل عندما سمعت هذا. وجاءت (سونا) أخت (سافيم) الي المنطقة. وظل الجيران مندهشين وعلي رأسهم أمل من عدم قراءة (سونا) القرآن علي أختها في جنازتها، أو عند اكتمال أسبوع علي موتها، ولا حتي في أربعينها. لكن أمل ذهبت الي الفتيات وقالت لهم «سأذهب الي المقابر كي أقرأ القرآن عليها، من سيأتي معي». لم يوافق أحد، ولم توالف ياسمين أيضاً، لكنها بعد ذلك رافقت أمل. ووصلوا الي المقابر متأخراً بسبب زحمة المرور. فوصلوا مساءً. وبعد أن ذهب الامام، قالت ياسمين لأمل أنها هي التي حرقت منزلها. وعلي الفور بدأت أمل في اشباع ياسمين ضرباً، وقالت لها «لن أنسي ذلك، وسأنتقم منكِ». ووافقت ياسمين أيضاً. وبدأت أمل في الخروج مع كنان زوج ياسمين السابق. وعندما سمعت ياسمين ذلك استشاطت غضباً. في الحقيقة، كان كنان يريد ياسمين. وفي ليلةٍ ما، اتكأ كنان علي باب منزل ياسمين. وبدأت أمل تحس بحدوث أشياء واعتقدت أن هناك علاقة بين ياسمين وكنان. وقامت بتأجير رجلاً تحرياً. سجل الرجل التحري محادثات ياسمين وكنان. وسأل غسان الرجل التحري لماذا يفعل هكذا. وفي النهاية، انفعل غسان ضرب الرجل. وسمع التحري تلك المحادثات إلي غسان وياسمين. وقالت ياسمين أن هذا الكلام خاطئ تماماً. ولكن الرجل التحري سيعطيها هذا الشريط المسجل بشرط واحد فقط، وهو مقابل المال. لم تعرف ياسمين ماذا ستفعل، عندما يكون المبلغ كبير. في النهاية قررت كتابة خطاب. وفي اليوم التالي، تركت ديما الخطاب في مكتب البريد. وقال غسان لياسمين أنه اتفق مع التحري، لن يعطي التسجيلات لأمل. لكن قد فات الأوان بالنسبة لياسمين، فقد كتبت في الخطاب أن كنان الذي عرض الزواج علي أمل، كان في تلك اللليلة في بيت ياسمين. لكن ياسمين قررت أن تأخذ هذا الخطاب. فانتظرت ياسمين ساعي البريد في الشارع، وعندما كان يدخل إلي بيت أمل، دعت ياسمين ساعي إلي حديقتها، وضيفته الشاي، وتساءل ساعي البريد إذا كان بإمكانه الذهاب إلي المرحاض. وفهم ساعي البريد ياسمين بشكل خاطئ، وبعد عدة ساعات لم يخرج الرجل من النرحاض، وفي تلك الأثناء، أخذت ياسمين الخطاب الذي كتبته إلي أمل. وتساءلت ياسمين في نفسها لماذا مازال هذا الرجل في المرحاض، وأخذت تطرق باب المرحاض، عندما نظرت في غرفة النوم، كان الرجل ينام علي الفراش نصف عاري. في تلك الأثناء جاءت ديما. قالت لها ياسمين ألا تأتي. نظرت ديما أيضاً في الرسائل التي جاءت إليهم، ووجدت الخطاب الذي يذهب إلي أمل أعادته مرة أخرى إلي حقيبة ساعي البريد. تراكم الحقد في نفس أمل التي قرأت الخطاب. وفي تلك الأثناء يذهب غسان إلي ياسمين. ويعود من منزل ياسمين عندما لم يُفتح الباب. وفي أثناء عودته، كان جميل يزج ياسمين في ناحية من الشارع ويضايقها. فجأة يخرج دخان من بيت ياسمين، ويفرقع الزجاج. ويكون الأوان قد فات. ومكثت ياسمين في بيت نيرمين. ويقول رجل الإطفاء لياسمين أن منزلها قد حُرق عمداً. واشتبهت ياسمين في أمل، عندما سألتها. قالت لها أمل أنها هي التي أحرقته. وقررت ياسمين أنها ستكشف ذلك. فوضعت خطة بنفسها. واعترفت ياسمين لأمل أنها أحرقت منزلها عن طريق جهاز تسجيل وضعته علي صدرها. وأدركت أمل ذلك. ثم سقطوا داخل حوض الزينة الذي في الحديقة التي كانوا موجودين بها. واصطدم قفص أمل بحائط الحوض، مكثت في المشفي عدة أيام. وفي الوقت الذي دخل فيه غسان إلي غيبوبة، ظلت أمل بجانبه، وفي تلك الأثناء خرج غسان من الغيبوبة. وفي نفس الوقت، مكثت ياسمين في نزل مع كنان. ومنذ ذلك اليوم، وياسمين تمر بأوقات صعبة. ولكن ياسمين لم تبتعد أبداً من جانبه يوماً. وظلت تهتم وتعتني بغسان في كل شئ. لكن أمل أوصلت له غير ذلك. وفي النهاية تذكر غسان كل شئ من الألف إلي الياء، وبعد ذلك تزوج من ياسمين. وكان (أرضا) ابن أخو أمل علي علاقة بابنة نيرمين. ثم علمت نيرمين أن ابنتها حامل. فأرسلت نيرمين ابنتها إلي أختها، تظاهرت أنها هي التي تكون حامل. ولكن أمل أيضاً علمت بالأمر، فبدأت في ابتزاز نيرمين. لكن نيرمين لم تعد تتحمل هذا، وشرحت للجميع أنها لم تكن حامل. وتطلقت زيزي من لؤي. فاغتنمت أمل تلك الفرضة، وبدأت في العيش مع لؤي. ولكن بيد أن لؤي وزيزي مازالا يحبان بعضهما. وعندما كانت زيزي توزع دعوات فرحها هي وخلوق، كانت أمل في الشرفة وزيزي في الأسفل. وبدأتا في العراك أمام سكان المنطقة. وبعد ذلك أدركت أمل أن زيزي ولؤي مازالا يحبان بعضهما الآخر. ثم تزجا. بعد مرور خمس سنوات، عادت أمل، ولكنها لم تتغير أبداً. فتزوجت بشكل سريع من (يافوز) الذي لم تعرف عنه أشياء كثيرة. وعادت للعيش مرة أخرى في حارة الورد. وبالطبع لم تكن علي دراية بجدول أعمال يافوز السري وخططته الانتقامية. وبعد عدة أشهر من الزواج، علمت أمل سر يافوز. وتعاركوا ثم هربت أمل. لكنها اصطدمت بسيارتها في العمود الكهربائي. ودخلت في غيبوبة. وعندما كانت في الغيبوبة، كان يافوز يخطط للانتقام من ياسمين. فأطلق النار علي نفسه ومات. وبعد أن خرجت أمل من الغيبوبة، انتقلت إلي منزل خالتها. جسدت دور أمل في المسلسل الأصلي (ايدي ويليامز) حتي الحلقة 123. تزوجت أمل ب (صرب) في الحلقة 154. ثم جسدت دورها في المسلسل الأصلي (ريني بيري) اعتباراً من الحلقة 124.
-زيزي طاشدالان (أفريم صولماز)(1-80): دائماً تعتني بنفسها، مثيرة، وجميلة. دائماً أنفها مرفوع، مشيتها فاخرة كأنها تمشي علي منصة تتويج. متأكدة من جمالها مثلما تفكر أن كل العيون عليها. مولعة بالمظهر الترف مثل قياسها كل شئ قيم بالمال. تستطيع أن تكذب كذبات صغيرة حتي أنها تقع في الأعمال الخطيرة دائماً من أجل الوصول لهدفها. وفي الآونة الأخيرة، تفكر كثير من الأحيان، أن الحياة التي تعيشها ليست الحياة التي توقعاتها وأحلامها.

## مكان التصوير
نساء حائرات، تم تصويره في حارة الورد حي كوتشوكيالي مالتبا باسطنبول (بالتركية Küçükyalı, Maltepe). يوجد في الشارع فقط عدة منازل. وقعت في المسلسل حياة المنطقة التي تميل تدريجياً للمحو. في هذا الشارع ينفض الضوء السجاجيد من الشرفات مثلما في أي شارع، وبالقيل والقال، دعونا الآن نري كيف كان هذا المكان.

## التعليق الصوتي
قامت بالتعليق الصوتي عن دور هناء التي تعتبر الشخصية الأهم في المسلسل والتي انتحرت في الجزء الأول، تيلبا صران. روت تيلبا صران المسلسل حتي الحلقة 136. وروت أوزجا أوزدر، بننو يلدرملار، و جيداء دوفنجي، و دينيز أوغور المسلسل من الحلقة 137 حتي الحلقة 154 . أما الحلقة الأخيرة فروتها سونجول أودن.

## عن العمل
يعتبر هذا المسلسل هو النسخة التركية من المسلسل الأمريكي ربات بيوت يائسات، بطولة عدد كبير من نجوم تركيا المشهورين، وتدور أحداث المسلسل في حارة الورد حيث تتعرض سكانها إلى حادثة فاجعة وهي انتحار «هناء» تلك المرأة التي كانت تعيش حياة مثالية مع زوجها «جميل» وابنها «مراد»، وتعمل جاراتها على البحث حول سبب انتحار جارتهم، لتكتشف كل منهن ان لديها مشاكل عديدة تؤدي إلى الانتحار، وتستمر أحداث المسلسل في قالب كوميدي درامي رومانسي.

## شخصيات المسلسل
ياسمين: سونغول أودان: هي امرأة في الثلاثين من عمرها، مطلقة بسبب خيانة زوجها لها، تعيش مع إبنتها الوحيدة «ديما» ذات ال15 عاماً، وياسمين امرأة بسيطة ومرحة وبسبب بساطتها تقع في العديد من المشاكل والمواقف الكوميدية، والمضحك أن دائما من تخرجها من هذه المشاكل هي ابنتها، وتقع ياسمين في حب جارها الجديد «غسان».
نرمين: بننو يلدرملار: هي امرأة في الاربعين من عمرها، لديها هوس نظافة ونظام، متزوجة ولديها ابن وإبنه في سن المراهقة، بسبب هوسها تتسبب في العديد من المشاكل والأزمات بينها وبين زوجها مما أدى إلى طلاقه منها، وأولادها يريدون أن يهربون من العيش معها.
رفيف: جيداء دوفنجي: هي امرأة في الثلاثين من عمرها، لديها 4 أبناء، طفلة رضيعة و 3 أولاد أشقياء جدا، كانت امراة ناحجة في عملها، ولكنها اضطرت إلى ترك العمل من أجل التفرغ إلى مشاكل أبناءها خاصة التوأم «غيث وليث». زوجها دائم السفر لذلك هي الوحيدة التي تتحمل عبء مسئولية أبناءها
زيزي/زينه: ايفريم سولماز: هي امرأة في الثلاثين من عمرها، فاتنة وجميلة ودائما ما تهتم بجمالها وأناقتها وذلك لكونها ملكة جمال تركيا سابقا، تعاني من الخوف من فقدان جمالها بحكم تقدم سنها، متزوجة من رجل الأعمال الغني «لؤي» ويعتقد الكثير أنها تعيش حياة مترفة مع زوجها الغني، ولكنها في الحقيقة تعاني من البرود في علاقتهم الزوجية.
أمل: اوزجي اوزدر: هي امراة شابة مطلقة مرتين، تعاني من الخوف والوحدة بدون وجود رجل في حياتها، لذلك تعمل طوال أحداث المسلسل على البحث عن رجل لكي تتزوجه، وتنافس جارتها ياسمين على الفوز بقلب جارهم «غسان».

### شخصيات آخرى
غسان: سيرهات توتوملير: رجل ارمل في الاربعين من عمره يسكن في الحي موخرا وتقع في حبه ياسمين وامل وبعد فترة يطلب الزواج من ياسمين لكنه يتعرض لحادث مما يسبب في فقدان زاكرته ويدخل شهورف ي غيبوبة وعندما يستقيظ توجد امل بجانبه مما تدخل معلومات خاطئة في زاكرته ويرجع لياسمين عندما تتركه امل وفي جزء الاخير يكون له مشاكل مع المافيا وبعدين يقتلوه .
عمر: دافريم اوزدار اكين: زوج رفيف دائم السفر بسبب عمله ولا يستطيع التعامل مع ابنائه الاشقياء وبعد فترة يترك عمله لكي يفتج مطعم بيتزا وايضا لدى عمر بنت من امراة ثانية وتموت هذه المراة بعد فترة ويتحمل عمر ورفيف مسؤيلة الفتاة بالرغم من انها ليست ابنة رفيف وبعد فترة يعاني عمر من مرض رفيف وكان يهتم بها بشدة.
لؤي: جانك ارتان: زوج زيزي هو رجل أعمال غني يحبها ويغير عليها أكثر من اللازم مما يسبب لها المتاعب وبعد فترة دخل لؤي السجن بتهمة سرقة الاموال ولا يستطيعون حتى دفع فاتورة الماء وبعد خروج لؤي من السجن وجاء يوما وكان لؤي مريضا وحدث بينه وبين الخادمة علاقة جنسية يظن انا زيزي هي من معه فتقوم زيزي بطرد الاثنين من المنزل وبعد فترة يقيم لؤي علاقة اجبارية مع امل بسبب انها كانت تهدده ستخبر الشرطة عن الاموال التي معه ويطلق زوج زيزي ريئس البلدية على لؤي النار مما يسبب في عمى لدى لؤي .
بهجت: اردال بيلنجين: رجل في الاربعين من عمره زوج نرمين ويعاني من هوس النظافة ووصلت علاقتهم إلى الطلاق وبعد اصابته بالنوبة يعتذر لنرمين ويعبر عن ندمه على كل ما فعل وبعد فترة يموت بهجت بسبب التسمم.
جميل: متين بوكتيل: زوج هناء ووالد مراد الذي تبين لاحقا انه ليس ابنه الحقيقي وانتحرت هناء بسبب رسالة تهديد من هيام وقام جميل بقتل هيام انتقاما لزوجتهوبعد فترة كام جميل يحاول قتل غسان بسبب انه يفرق بينه وبين ابنه بالتبني مراد.
هناء: مالدا ارات: زوجة جمبل ووالدة مراد بالتبني انتحرت في الحلقة الأولى لكي تحمي ابنها والذي تبين لاحقا انها هي من قتلت والدة مراد.
هيام: انجيلاي شاهين: امراة عجوز فضؤلية إلى ابعد الحدود تمكث امل عند هيام بسبب احتراق بيت امل والذي علمت لاحقا ان ياسمين هي من حرقت بيت امل وتقوم بابتزازها وقتلت على يد جميل لانه كان يعبرها سبب في موت زوجته.
ديما: اجي حاكيم: ابنة ياسمين التي وتتعامل ديمة مع امها على اساس انهم صديقتين ودائما ديمة تحل مشاكل ياسمين وثم تسافر للدراسة وياسمين تقع في المشاكل بسببب تدخلها في كل شي.
كرم: جامرهان كاركاش: ابن نرمين وبهجت يعاني من تعامل امه الدقيق ويصدم كرم حماة زيزي بالدراجة النارية ويشعر بالانهيار بسبب خوفه من السجن.
مراد: باتوهان كاراجاكايا: ابن جميل وهناء بالتبني والذي تبين لاحقا انه اباه الحقيقي هو غسان ومن بعد انتحار هناء تنقلب حياته راس على عقب وثم يذهب للعيش مع خالته

## عرض المسلسل
بدأ عرض المسلسل مدبلجا إلى اللغة العربية على قناة mbc4 ابتداءً من الجمعة 13 يناير، 2012 أسبوعياً في التاسعة مساءً بتوقيت السعودية وكانت مدة كل حلقة ما يقرب من الساعتين ثم توقف عرضه بعد الحلقة 25 والتي عرضت يوم الخميس 28 يونيو، 2012
و لكن لقد توقف عرضه مرة أخرى عادت لتعرضه من جديد ولكن بحلقات مدتها ساعة واحدة تعرض ابتداءً من السبت 9 نوفمبر وذلك لعرض الموسم الثاني من المسلسل التركي المدبلج (فاطمة) والذي سوف يعرض من السبت إلى الأربعاء في السابعة مساءً بتوقيت السعودية على قناة mbc4
و لكن استكملت قناة fox عرض الحلقات الجديدة حصريا ولأول مرة على الشاشات العربية وقد عرضت الحلقة 90 والأخيرة من الموسم الأول يوم الأربعاء 26 ديسمبر 2012 الساعة التاسعة مساءً بتوقيت السعودية.

## الجدول الزمني للحلقات
| الجزء  | تاريخ البث     | تاريخ الانتهاء | عدد الحلقات | تقسيمة الحلقات   | الموسم التلفزيوني | القناة التليفزيونية |
| ------ | -------------- | -------------- | ----------- | ---------------- | ----------------- | ------------------- |
| الأول  | 2 أكتوبر 2011  | 17 يونيو 2012  | 37          | 1-37             | 2011-2012         | كانال دي            |
| الثاني | 11 أكتوبر 2012 | 16 يونيو 2013  | 43          | 38-80            | 2012-2013         | فوكس                |
| الثالث | 11 سبتمبر 2013 | 19 يونيو 2014  | 74          | 81-154 (الأخيرة) | 2013-2014         | فوكس                |